# Faruq Z. Bey
Faruq Z. Bey (* jako Jesse Davis; 4. února 1942 Detroit, Michigan, USA – 1. června 2012 tamtéž) byl americký jazzový saxofonista a hudební skladatel. Byl dlouholetým členem a leaderem skupiny Griot Galaxy. Byl též básníkem, napsal dvě knihy.